# Jeltun
Jeltun (armeniska: Ելտուն) är ett berg i Armenien. Det ligger i provinsen Gegharkunik, i den centrala delen av landet, 70 kilometer öster om huvudstaden Jerevan. Toppen på Jeltun är 2 541 meter över havet.
Terrängen runt Jeltun är bergig. Närmaste större samhälle är Geghhovit, 8,8 kilometer nordväst om Jeltun. 
Trakten runt Jeltun består i huvudsak av gräsmarker. Runt Yeltun är det ganska glesbefolkat, med 29 invånare per kvadratkilometer.